# Koszary w Stanisławowie

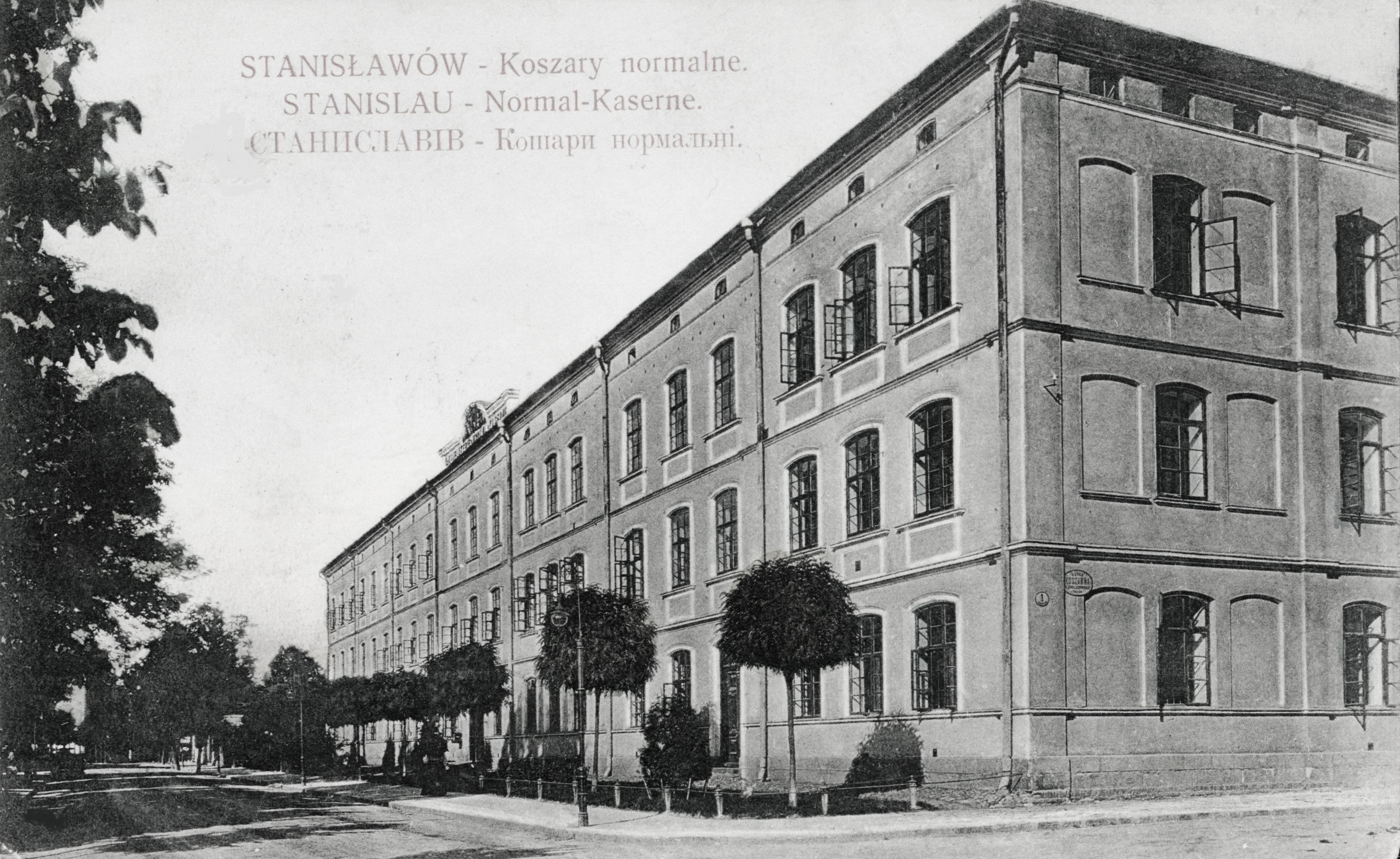
Stanisławów – austriackie koszary piechoty

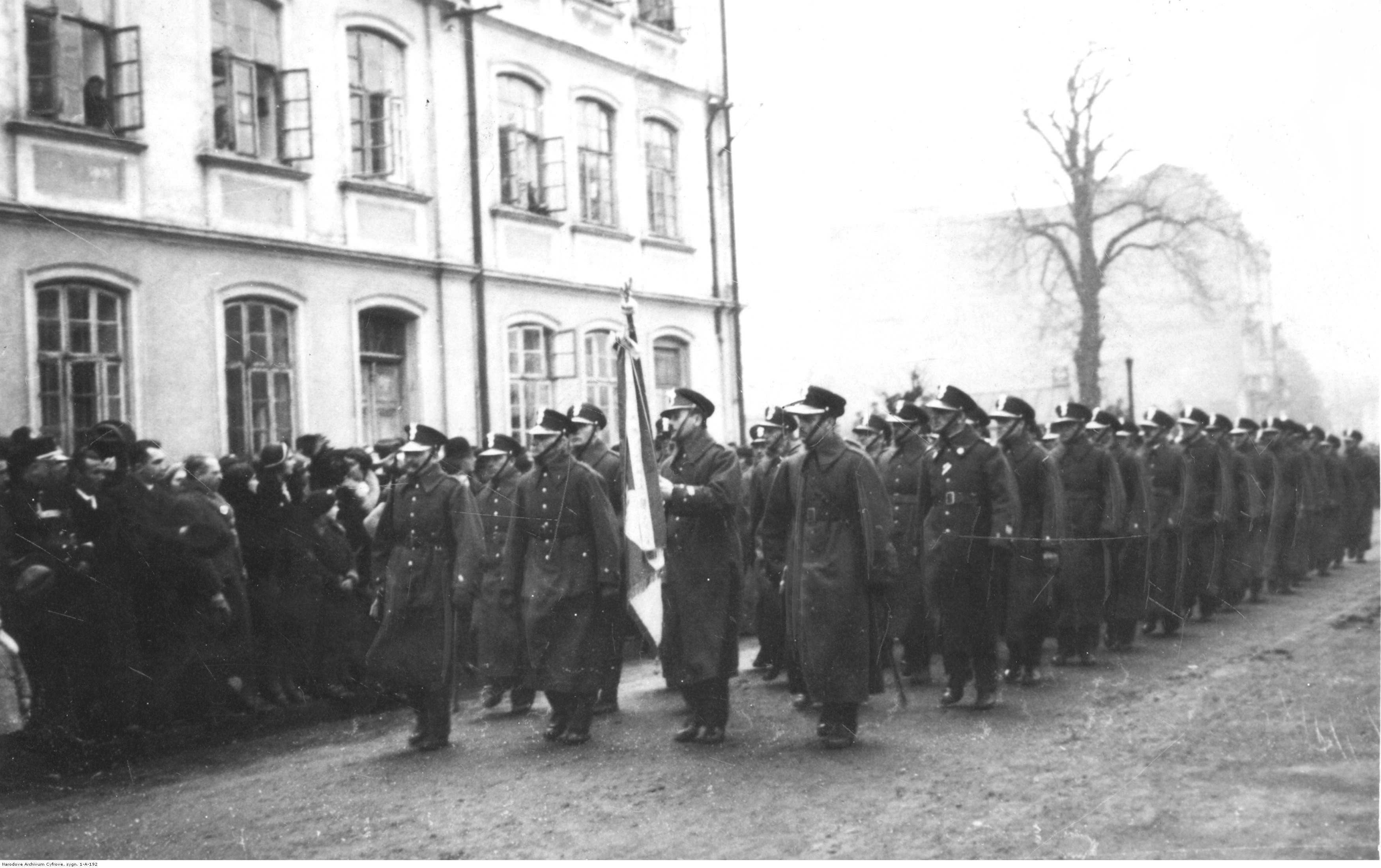
Defilada wojskowa w Stanisławowie z okazji imienin Józefa Piłsudskiego; 1935. Z lewej budynek koszar 48 pp.

Koszary w Stanisławowie – kompleksy koszarowe znajdujące się na terenie garnizonu Stanisławów.

## Charakterystyka
Na terenie garnizonu stanisławowskiego funkcjonowało kilka kompleksów koszarowych. Jeden z nich znajdował się na południowym przedmieściu miasta przy dzisiejszej (2020) ulicy Nacjonalnoj Hwardji 3. Do 1914 stacjonował w nich między innymi austriacki 7pułk dragonów.

Po wojnie polsko-bolszewickiej koszary przejęło Wojsko Polskie, a 14 maja 1921 wprowadził się do ich części zachodniej 6 pułk Ułanów Kaniowskich. Koszary były dość silnie zniszczone, a ich remont kontynuowano jeszcze przez pewien czas. W rzeczywistości, z początkiem 1922 w Stanisławowie stacjonowały jedynie szwadrony: ckm i techniczny oraz szkoła podoficerska, dowództwo pułku i skadrowany szwadron zapasowy. W tych samych koszarach, w ich części wschodniej, stacjonował też I dywizjon 11 pułku artylerii polowej.
Wraz z ukończeniem remontu poszczególnych budynków koszarowych, do Stanisławowa przybywały kolejne pododdziały. 26 stycznia 1922 przybył 3/6 pułku ułanów, a 29 marca szwadrony 6 puł. z Kołomyi (z Koszar Dąbrowskiego) zamieniły się miejscami zakwaterowania z I/11 pułku artylerii polowej. 23 maja do Stanisławowa przybył 1 szwadron 6 puł. 

Zgodnie z obowiązującym w 1939 planem mobilizacyjnym „W”, po odejściu na front 6 pułku Ułanów Kaniowskich, w opuszczonych koszarach powstał Ośrodek Zapasowy Kawalerii „Stanisławów". Sformowane w nim szwadrony włączono w skład wojsk broniących przedmościa rumuńskiego, a po wkroczeniu Armii Czerwonej wycofały się one na Węgry.
W okresie II Rzeczypospolitej w stanisławowskich koszarach stacjonowały też dowództwa 11 Karpackiej Dywizji Piechoty, Podolskiej Brygady Kawalerii i Karpackiej Półbrygady Obrony Narodowej oraz pododdziały 48 pułku piechoty Strzelców Kresowych, 6 pułku Ułanów Kaniowskich, 11 Karpackiego pułku artylerii lekkiej i 6 dywizjonu artylerii konnej. W 1937 sformowano tu także batalion ON „Stanisławów”.
Z dawnych koszar 6 pułku ułanów do dziś (2020) przetrwały w nienajgorszym stanie dwa koszarowce, o pojemności dwóch szwadronów każdy. Są one zajmowane przez ukraiński Wydział Podkarpacki Narodowej Akademii Spraw Wewnętrznych. W 2019 rozebrano podobny trzeci budynek koszarowy wyróżniający się bogatszym detalem architektonicznym, a stojący na posesji nr 14 przy ul. Nacjonalnoj Hwardji. Częściowo rozebrano też koszary 6 dywizjonu artylerii konnej  graniczące od wschodu z koszarami 6 pułku ułanów. Większość jeszcze istniejących budynków jest nieużytkowana, natomiast w jednym z nielicznych zagospodarowanych mieści się muzeum wojskowe Bohaterów Dniepru.